# Ісаєв Шаміль Курамагомедович
Шаміль Курамагомедович Ісаєв (рос. Шамиль Курамагомедович Исаев; нар. 19 березня 1964, Докшукино, Кабардино-Балкарська АРСР, РРФСР — пом. 15 лютого 2019) — радянський та російський футболіст, виступав на позиції нападника та півзахисника.

## Життєпис
Шаміль Ісаєв родом з Ахвахського району ДАРСР. Вихованець нальчикського футболу. Розпочинав кар'єру в 1982 році у клубі Другої союзної ліги «Уралан» (Еліста). У 1985—1988 роках виступав за нальчикський «Спартак». У 1989 році на запрошення Миколи Павлова перебрався в сімферопольську «Таврію».
З 1990 по 1995 рік грав за «Спартак» з Владикавказа. У сезоні 1993/94 років у футболці «спартаківців» зіграв 2 матчі у Кубку УЄФА. З середини 90-х виступав за різні клуби другого й третього дивізіонів, серед яких «Автозапчастина» (Баксан), «Нарт» (Нарткала) і кемеровський «Кузбас». Завершив кар'єру в 2002 році в склаі «Шахтаря» (Шахти).
Працював тренером у клубі «Краснодар».
Помер 15 лютого 2019 року, похований у Хасав'юрті.

## Досягнення
«Спартак» (Владикавказ)
- Перша ліга СРСР
  -  Чемпіон (1): 1990

- / Вища ліга Росія
  -  Чемпіон (1): 1995
  -  Срібний призер (1): 1992